# بنجارينغان

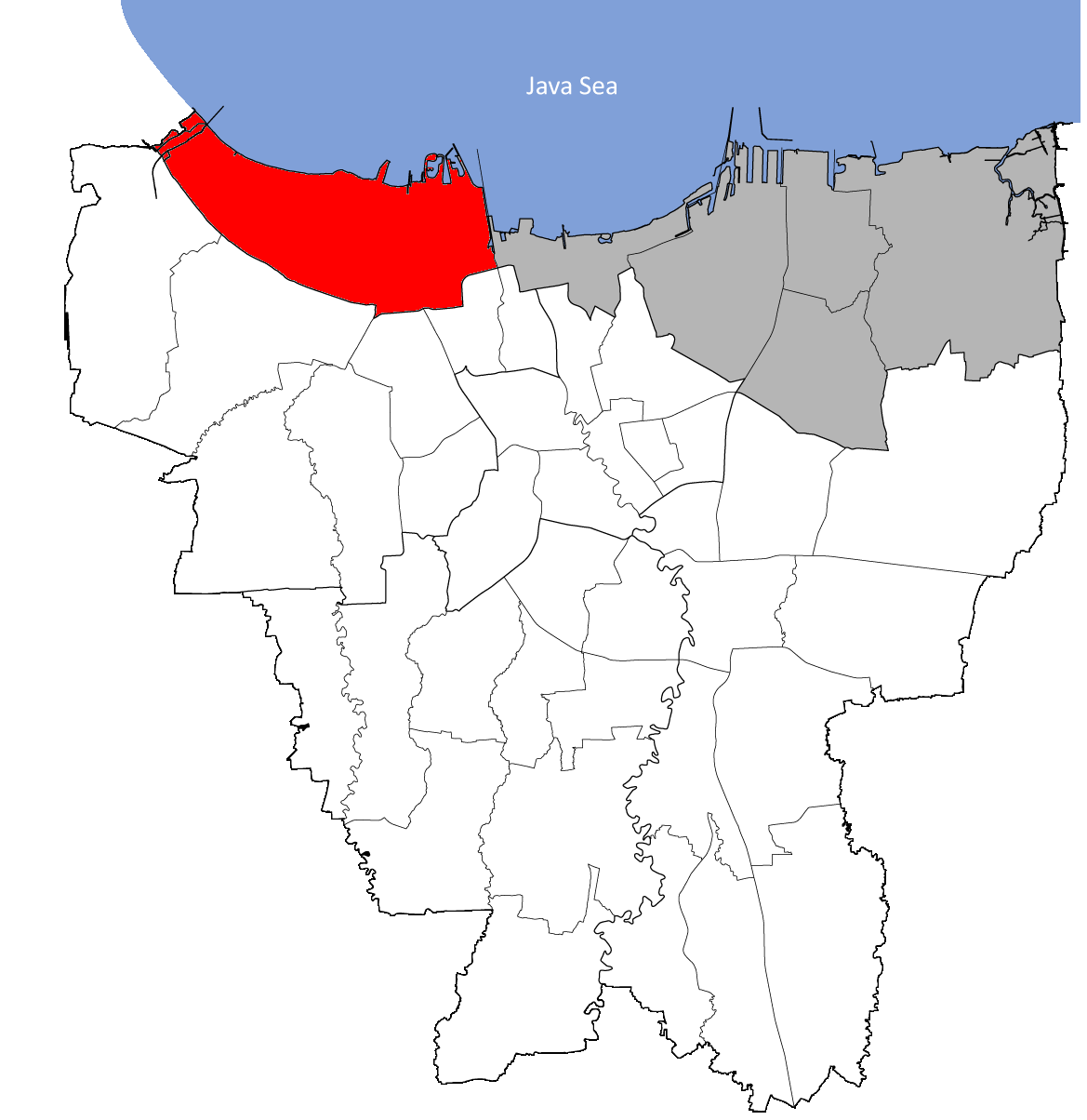
موقع بنجارينغان في جاكرتا.

بنجارينغان (بالإندونيسية: Penjaringan) هي منطقة فرعية في شمال جاكرتا في إندونيسيا. تقع في أقصى غرب منطقة شمال جاكرتا. يقع مصب موارا أنكي وميناء سوندا كيلابا داخل منطقة بنجارينغان. تحتوي بنجارينغان على بقايا غابة المنغروف الأصلية في جاكرتا، بعضها محمي من قبل الحكومة (مثل محمية موارا أنكي للحياة البرية). تتقاطع منطقة بنجارينغان مع قنوات تصريف المياه والقنوات وخزانات المياه لحماية الأرض من فيضانات البحر. يتدفق سينغكرينغ درين وهو جزء من نظام التحكم في الفيضانات في جاكرتا إلى البحر عبر هذه المنطقة الفرعية.
تحتوي منطقة بنجارينغان خاصة داخل قرى المنطقة الإدارية بنجارينغان، على العديد من المباني الاستعمارية الهولندية التاريخية مثل بقايا سور مدينة باتافيا والمستودعات التي تعود إلى القرن السابع عشر (أصبحت الآن متحفًا بحريًا).
حدود منطقة بنجارينغان الفرعية خليج جاكرتا من الشمال، وميناء سوندا كيلابا من الشرق، وطريق كمال موارا وطريق كابوك رايا إلى الجنوب.

## التاريخ
تعد منطقة بنجارينغان الساحلية واحدة من أكثر المناطق التاريخية في جاكرتا. كانت مصب نهر سيليونغ إذ يعد منفذًا مهمًا في جاوة الغربية. تم استخدامه كميناء رئيسي لمملكة باكوان باجاجاران وباتافيا. في حوالي القرن السادس عشر استخدمت سلطنة بنتن وسلطنة ديماك موارا أنكي (وهي منطقة ساحلية تقع إلى الغرب من باتافيا القديمة) كموقع استراتيجي للاستيلاء على ميناء سوندا كيلابا من البرتغاليين.
في القرن السابع عشر وخلال الحقبة الاستعمارية الهولندية، تم تطوير المنطقة التي أصبحت الآن قرية بنجارينغان الإدارية لتصبح منطقة لرسو السفن. تم بناء المستودعات ومرافق بناء السفن في هذه المنطقة، ولا تزال بعض هياكل القرن السابع عشر موجودة حتى الآن (مثل متحف بهاري وغالانغان كابال فوك وهو مكتب تجاري سابق تم بناؤه عام 1628).
في القرن الثامن عشر بدأت القرى المحلية في الظهور حول منطقة باتافيا الهولندية. بعض هذه القرى الواقعة داخل ميناء باتافيا تُعرف اليوم باسم كامبونج لوار باتانج. وكامبونج لوار باتانج هو موقع مسجد لوار بنتانغ الذي أنشئ في عام 1739.
خلال سبعينيات القرن الماضي، وبسبب عدم كفاية القدرات ونقص المرافق، تم إنشاء ميناء جديد لصيد الأسماك يدعى بيلابوهان بيريكانان ساموديرا جاكارتا (المعروف أيضًا باسم "ميناء جاكرتا لصيد الأسماك") على الجانب الغربي من ميناء سوندا كيلابا، داخل منطقة بينجارانجان الفرعية. تم إجراء دراسة الجدوى والهندسة من قبل الوكالة اليابانية للتعاون الدولي من 1973 إلى 1979. تم تقسيم البناء إلى أربع مراحل بدأت في عام 1980 وانتهت في عام 2002.

## غابات المنغروف
تحتوي بنجارينغان على بعض غابات المانغروف الأصلية في جاكرتا. تم حماية بعض غابات المانغروف هذه بإنشاء محمية موارا أنكي للحياة البرية (الموجودة في قرية كابوك موارا الإدارية). غابات المانغروف المحمية الأخرى في منطقة بنجارينغان مملوكة ملكية خاصة، من قبل تامان وساتا علم أنكي كابوك، إذ يعد متنزه تبلغ مساحته 99.82 هكتار.

## ميناء موارا أنكي مارينا
في 5 يناير 2012 تم افتتاح مرسى موارا أنجكي الجديد لخدمة خطوط سفن المسافرين على متن السفن بين جزر ألف والبر الرئيسي. مارينا في أنكول التي حلت محلها المرسى الجديد ستعطي الأولوية لسفن رحلات المتعة والترفية للسياح.

## الفيضانات
كونها منطقة ساحلية منخفضة سهل، فإن بنجارينغان مهددة باستمرار من الفيضانات من المد العالي. في قرية بنجارينغان الإدارية نفسها تم التخطيط لسلسلة من الخطط للحد من الفيضانات، بما في ذلك إعادة توطين المستوطنات، وتحسين الصرف الصحي، وبناء سدود. تم إجراء البحوث حول الفيضان خاصة داخل منطقة بينجاران الفرعية. في عام 2008 تم تثبيت سبعة سدود داخل منطقة بينجارينغان لحماية المنطقة من ارتفاع مستوى البحر. يتكون السد من سد موارا بارو، وقناة موار أنجكي، وسوار لوار باتانغ، وبلويت ريزيرفوار، وكابوك موارا، وسد بليندو هاربور، وسد شاطئ موتيارا.